# Landesrecht
Unter Landesrecht wird in Deutschland und Österreich das Recht eines Gliedstaates (Land, Bundesland) in Abgrenzung zu dem vom Gesamtstaat (Bund) gesetzten Bundesrecht verstanden. Wenn es um einen bestimmten Regelungsbereich geht, zum Beispiel um das Hochschulrecht, bezeichnet Landesrecht auch die Gesamtheit des einschlägigen Landesrechts aller Länder in Abgrenzung zum Bundesrecht. Das Nebeneinander von Bundesrecht und Landesrecht ist Ausdruck des Föderalismusprinzips.

## Deutschland
In Deutschland hat der Bund die Gesetzgebungskompetenz für die meisten wichtigen Rechtsbereiche. In diesen Bereichen hatte bis 2006 Bundesrecht nach Art. 31 des Grundgesetzes (GG) stets Vorrang vor dem Landesrecht. Dieser Grundsatz wurde durch die Föderalismusreform in einigen Rechtsbereichen aufgeweicht (Art. 72 Abs. 3 GG).

### Unterschiede zwischen den Ländern

#### Landesverfassungsrecht
Die Landesverfassungen der einzelnen Länder unterscheiden sich erheblich. Während in einem christlich geprägten Land wie Nordrhein-Westfalen die „Ehrfurcht vor Gott […] zu wecken“ als „vornehmstes Ziel der Erziehung“ in der Landesverfassung verankert ist, hat Bremen ein Grundrecht auf Arbeit vorgesehen.
Schleswig-Holstein hatte als einziges deutsches Land bis 2007 kein Landesverfassungsgericht. Stattdessen wies Art. 44 der Landesverfassung Schleswig-Holsteins in Verbindung mit Art. 99 GG dem Bundesverfassungsgericht die Stellung als Verfassungsgericht für das Land Schleswig-Holstein zu, wobei jedoch keine Landesverfassungsbeschwerde ermöglicht wurde. Art. 44 n.F. erlaubt in Schleswig-Holstein jetzt die Kommunal-, nicht aber die Individualverfassungsbeschwerde.

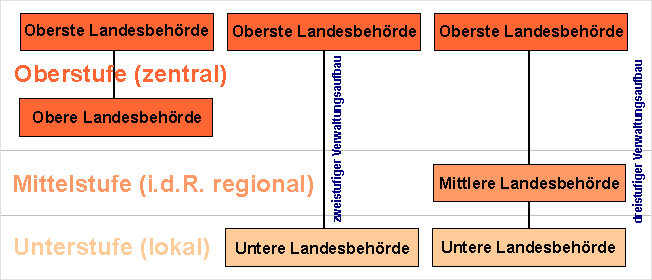
Verwaltungsaufbau

#### Landesverwaltungsrecht
Im Rahmen der Verwaltungsorganisation kann unterschieden werden zwischen Ländern mit zweistufigem Verwaltungsaufbau und solchen mit dreistufigem Aufbau (siehe auch Landesbehörde).
Länder mit zweistufigem Verwaltungsaufbau sind Brandenburg, Bremen, Mecklenburg-Vorpommern, Niedersachsen (seit 1. Januar 2005), Rheinland-Pfalz (seit 1. Januar 2000), das Saarland, Sachsen-Anhalt (seit 1. Januar 2004), Schleswig-Holstein und Thüringen. In Sachsen-Anhalt, Berlin und Thüringen existiert zudem jeweils ein Landesverwaltungsamt mit landesweiter Zuständigkeit.
Dreistufig ist die Verwaltungsstruktur in Baden-Württemberg, Bayern, Hessen, Nordrhein-Westfalen und Sachsen. Diese Länder haben Regierungsbezirke als Mittelbehörden eingerichtet.
Im Vergleich der Verwaltungsverfahren ist zu bemerken, dass der Aufbau des allgemeinen Verwaltungsverfahrens des Landes Schleswig-Holstein im Landesverwaltungsgesetz (LVwG) stark von den Verwaltungsverfahrensgesetzen (VwVfG) des Bundes und der übrigen Länder abweicht. Dies ist historisch bedingt: das LVwG wurde 1967 erlassen, das VwVfG des Bundes erst 1976. Die VwVfG der übrigen Länder haben das VwVfG des Bundes entweder übernommen – Baden-Württemberg (LVwVfG), Bayern (BayVwVfG), Brandenburg (VwVfGBbg), Bremen (BremVwVfG), Hamburg (HmbVwVfG), Hessen (HVwVfG), Mecklenburg-Vorpommern (VwVfG M-V), Nordrhein-Westfalen (VwVfG NRW), Saarland (SVwVfG), Sachsen-Anhalt (VwVfG LSA) und Thüringen (ThürVwVfG) – oder verweisen darauf (Berlin, Niedersachsen (NVwVfG), Rheinland-Pfalz (LVwVfG), Sachsen (SächsVwVfG)). Abweichungen ergeben sich hier lediglich im jeweiligen Anwendungsbereich, den Schlussvorschriften, eventuellen Ausnahmen oder im Wortlaut.

### Gesetzessammlungen
Für jedes Landesrecht gibt es eine Gesetzessammlung. Angegeben ist dasjenige Standardwerk, das jeweils im Ersten juristischen Staatsexamen (allein) als Hilfsmittel zugelassen ist:
Baden-WürttembergDürig: Gesetze des Landes Baden-Württemberg, Loseblattsammlung
BayernZiegler/Tremel: Gesetze des Freistaates Bayern, Loseblattsammlung.
BerlinNikolaus Trojahn: Die Gesetze über die Berliner Verwaltung
Brandenburgvon Brünneck/Härtel/Dombert: Landesrecht Brandenburg
BremenSchefold/Ernst/Stauch: Landesrecht Bremen, Textsammlung
HamburgUlrich Ramsauer: Hamburgische Gesetze, Loseblattsammlung
HessenFuhr/Pfeil: Hessische Verfassungs- und Verwaltungsgesetze, Loseblattsammlung
Nordrhein-Westfalenvon Hippel/Rehborn: Gesetze des Landes Nordrhein-Westfalen, Loseblattsammlung
Schleswig-HolsteinBernd Hoefer: Gesetze des Landes Schleswig-Holstein, 6. Auflage, 2016

## Österreich
In Österreich hat der Bund die Gesetzgebungskompetenz für die meisten wichtigen Materien. Das Bundes-Verfassungsgesetz (B-VG) sieht jedoch mit Art. 15 Abs. 1 B-VG eine Generalklausel zugunsten der Länder vor. Ihnen werden alle Materien zugewiesen, die nicht ausdrücklich durch die Bundesverfassung dem Bund zugeordnet werden. Dies gilt sowohl für die Gesetzgebung als auch für die Vollziehung.
Landesgesetze werden vom Landtag beschlossen. Den Weg der Gesetzgebung bestimmt die Landesverfassung des jeweiligen Landes. Für die Landesverfassungen sieht Art. 99 Abs. 1 B-VG die relative Verfassungsautonomie vor, das heißt, die Länder sind in ihrer Verfassungsgesetzgebung frei, solange die Landesverfassungsgesetze nicht gegen geltendes Bundesverfassungsrecht verstoßen.

### Verwaltungsorganisation
Grundsätzlich wird die Regelung des Verwaltungsverfahrens als Annexmaterie betrachtet, das heißt, der zur Gesetzgebung für die Grundmaterie befugte Gesetzgeber ist auch kompetent zur Erlassung der entsprechenden Verfahrensvorschriften. Der Bund hat jedoch von seiner Bedarfskompetenz in Art. 11 Abs. 2 B-VG Gebrauch gemacht, um das Verwaltungsverfahren einheitlich zu regeln. Auf dieser Grundlage stehen das EGVG, AVG, VStG und VVG. Die Länder dürfen von diesen Grundsätzen abweichen, wenn und insoweit dies zur Regelung der Materie notwendig ist. Der VfGH sieht das Kriterium der Notwendigkeit eng und legt es als „unerlässlich“ aus. Zusätzlich zu den einfachgesetzlichen Regelungen gibt es auch einige Vorschriften im B-VG selbst, die als übergeordnetes Recht vorgehen.
Der Instanzenzug erstreckt sich grundsätzlich – das heißt, wenn der Materiengesetzgeber nichts anderes bestimmt – von der Bezirksverwaltungsbehörde (Bezirkshauptmann oder Bürgermeister in Statutarstädten) als erste Instanz zur Landesregierung als zweite Instanz. Weitere Instanz ist der Verwaltungsgerichtshof.